# Patience
Patience je skladba americké hard rockové skupiny Guns N' Roses, která se objevila na albu G N' R Lies a roku 1989 byla vydána jako singl. Dosáhla 4. příčky v žebříčku Billboard Hot 100. Skladba je hrána za pomoci tří akustických kytar a byla zaznamenána v jedné relaci s producentem Mikem Clinkem. Nahráno bylo i hudební video a objevilo se i na DVD Welcome to the Videos. Jak hudbu, tak i text složil Izzy Stradlin.